# Jordan Carson Mark
Jordan Carson Mark (né le 6 juillet 1913 - mort le 2 mars 1997[réf. nécessaire]) est un mathématicien américain d'origine canadienne qui est surtout connu pour ses travaux sur les armes nucléaires au Laboratoire national de Los Alamos. Mark a ainsi rejoint le projet Manhattan en 1945, puis a continué à travailler à Los Alamos après la Seconde Guerre mondiale sous la direction de Norris Bradbury. En 1947, il est à la tête de la division théorique du laboratoire, position qu'il occupera jusqu'en 1973. 
Mark y supervise le développement de nouvelles armes, dont la bombe à hydrogène dans les années 1950, pour laquelle il aurait joué un rôle clé, notamment en amenant à travailler ensemble des experts tels Edward Teller, Stanislaw Ulam et Marshall Holloway (en).
En juillet et août 1958 ainsi qu'en 1959, Mark est conseiller scientifique de la délégation américaine à la Conference of Experts on Detection of Nuclear Explosions. Il a également travaillé pour le comité consultatif scientifique de l'United States Air Force ainsi que pour le Foreign Weapons Evaluation Group de cette dernière. Après sa retraite de Los Alamos en 1973, il a été membre du Advisory Committee de la Commission de réglementation nucléaire des États-Unis ainsi que consultant pour le Nuclear Control Institute (en).

## Biographie
Jordan Carson Mark naît le 6 juillet 1913 à Lindsay (Ontario). Il a un frère, James, et une sœur, Dorothy. Il reçoit un Baccalauréat universitaire ès lettres en physique et mathématiques de l'Université de Western Ontario en 1935, puis un PhD en mathématiques de l'Université de Toronto en 1938. Réalisée sous la supervision de Richard Brauer, sa thèse s'intitule On the Modular Representations of the Group GLH(3,P).
De 1938 jusqu'à la Seconde Guerre mondiale, Mark enseigne les mathématiques à l'Université du Manitoba. En 1943, il rejoint le laboratoire de Montréal géré par le Conseil national de recherches du Canada. En mai 1945, il intègre le Laboratoire national de Los Alamos, bien que demeurant un employé du gouvernement canadien. Après la fin de la guerre, il continue son travail sur place, dirigeant la division théorique à partir de 1947 jusqu'à sa retraite en 1973. Mark devient citoyen américain au cours des années 1950. 
En janvier 1950, le président des États-Unis Harry S. Truman approuve un programme d'urgence de développement de la bombe à hydrogène, ce qui met le laboratoire de Los Alamos, dont les installations sont inadaptées, sous une forte pression. Lors de cette période, Mark joue un rôle clé dans le développement des armes thermonucléaires. Selon Hans Bethe, « Il y avait plusieurs controverses à Los Alamos à cette époque. Carson y naviguait imperturbable avec un bon jugement,. »